# Set-Up'65
Set-Up'65 is een in 1965 opgerichte volleybalvereniging uit Ootmarsum, Overijssel, Nederland. Het eerste vrouwenteam komt uit in de Eredivisie onder de noemer Springendal/Set-Up '65.

## Erelijst
| Competitie          | Vrouwen |
| ------------------- | ------- |
| Kampioen Topdivisie | 2013    |